# Partit Socialdemòcrata de Corea
El Partit Socialdemòcrata de Corea (en coreà: 조선사회민주당, trans. Chosŏn Sahoe Minjudang) és un partit polític de Corea del Nord fundat el 3 de novembre de 1945 com a Partit Democràtic. Els fundadors, influenciats per idees antiimperialistes i antifeudalistes, pretenien eliminar el llegat del domini japonès i construir una nova societat democràtica. Aliat amb el Partit del Treball de Corea, va formar part del Front Democràtic per a la Reunificació de la Pàtria, el front popular que aglutinava a totes les organitzacions polítiques del país.

## Història
El partit es va fundar a Pyongyang per Cho Man-sik el 3 de novembre de 1945 com a Partit Democràtic Coreà (조선민주당). Ràpidament va obtenir el suport de petits empresaris i intel·lectuals cristians, així com dels treballadors benestants, i tenia al voltant de mig milió de membres després de només unes poques setmanes.
Cho es va oposar als resultats de la Conferència de Moscou del desembre de 1945, en què els ministres d'Afers Exteriors de la Unió Soviètica, el Regne Unit i els Estats Units van acordar establir una tutela conjunta sobre Corea. El Comitè Central va votar formalment en contra del pla de tutela, i el 5 de gener, Cho va dimitir del seu càrrec com a president del Comitè Popular Provisional per a les Cinc Províncies, fet que va portar molts membres del KDP a seguir el seu exemple. Cho seria arrestat posteriorment, forçant a diversos membres de la direcció a desertar a Corea del Sud, on organitzarien una secció pròpia.

El partit organitzaria el seu primer Congrés el 24 de febrer de 1946, escollint a Choe Yong-gon com a nou President. El 22 de juliol el partit participaria de la creació del Front Democràtic, el front popular que liderava el Partit del Treball de Corea. Malgrat la purga interna de dissidents de la facció de Cho, el partit mantindria prop de 300.000 membres, obtenint 35 escons a les eleccions legislatives de 1948.

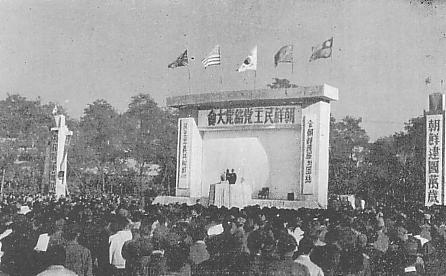
Convenció durant la fundació del Partit Socialdemòcrata de Corea, el 3 de novembre de 1945.

Deu anys més tard, al 1958, la direcció del partit, com ho seria el Partit Chondoista, seria depurada sota acusacions de conspiració i espionatge. Posteriorment la força del partit declinaria, amb l'obtenció de només 4 escons al 1962 i d'un sol diputat al 1967. Al 1980 adoptaria el seu nom actual, Partit Socialdemòcrata de Corea.
En anys posteriors el partit recuperaria presència a l'Assemblea Suprema del Poble, amb una cinquantena de diputats. El partit va ser dirigit entre 1998 i 2019 per Kim Yong-dae, el qual va ser vicepresident del Presídium de l'Assemblea Suprema (2009-2019) i líder del Consell de Reconciliació Nacional, organisme que facilitava visites de sud-coreans a Corea del Nord. De 2019 a 2022 el President seria Pak Yong-il, que també va ser vicepresident de la Comissió Permanent de l'Assemblea Suprema.

## Relacions exteriors
El partit ha mantingut relacions amb partits progressistes o socialdemòcrates del seu entorn geogràfic, entre els quals destaquen els sud-coreans Partit Laborista Demòcrata, el Partit Progressista Unificat o l'actual Partit Progressista, així com el Partit Socialista del Japó.

## Resultats electorals

### Eleccions legislatives
| Election | Seats       | +/–         |
| 1948     | 35 / 572    |             |
| 1957     | 11 / 215    | 24          |
| 1962     | 4 / 383     | 7           |
| 1967     | 1 / 457     | 3           |
| 1972     | 1 / 541     | =           |
| 1977     | Sense dades | Sense dades |
| 1982     | Sense dades | Sense dades |
| 1990     | 51 / 687    |             |
| 1998     | 53 / 687    | 2           |
| 2003     | Sense dades | Sense dades |
| 2009     | 50 / 687    |             |
| 2014     | 50 / 687    | =           |
| 2019     | Sense dades | Sense dades |
| -------- | ----------- | ----------- |